# Bruno Lachance
Pour les articles homonymes, voir Lachance.

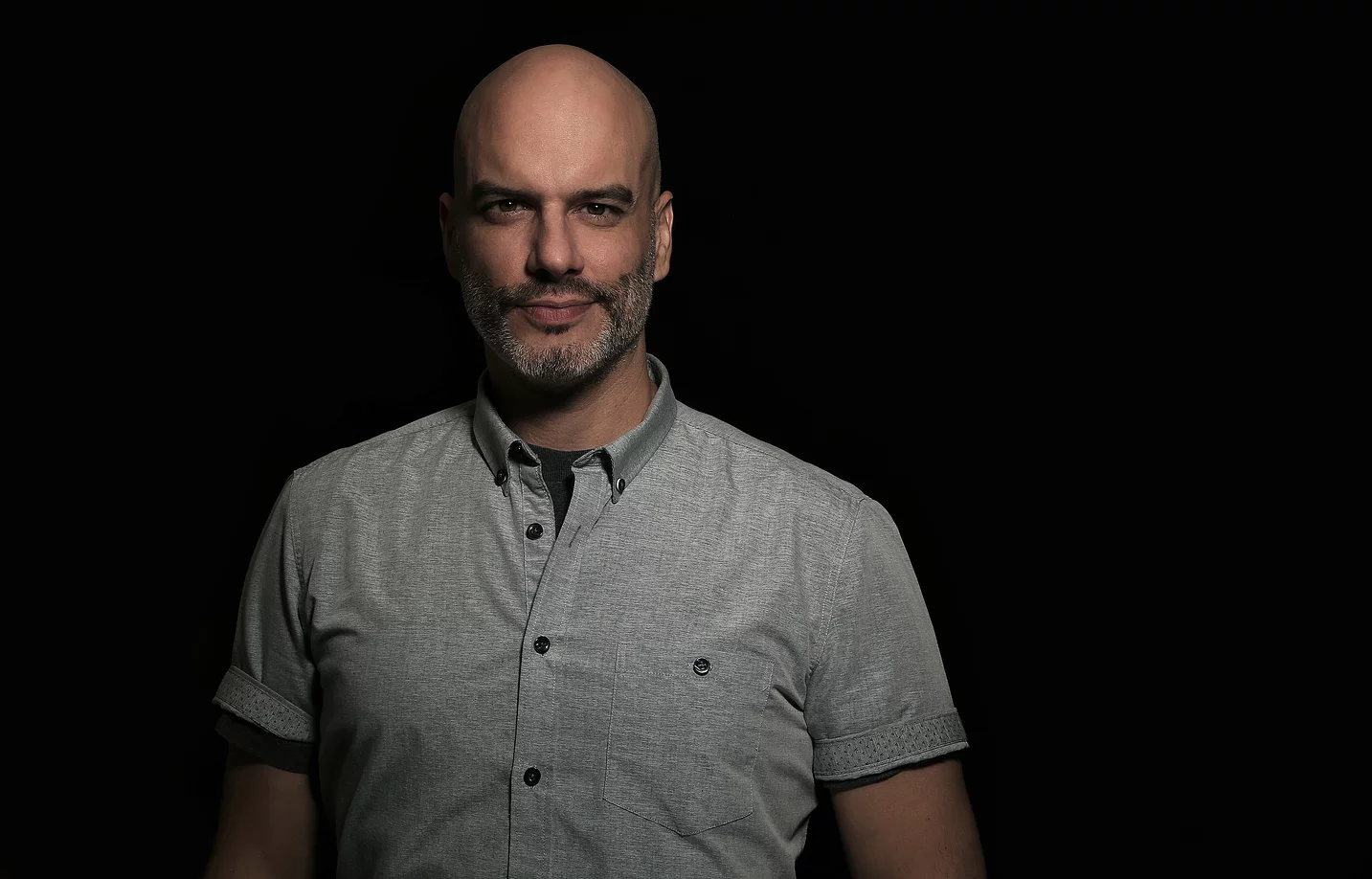
Bruno Lachance, réalisateur

Bruno Lachance (Saint-Nazaire-de-Dorchester, 1979 - ) est un animateur de radio, chanteur et réalisateur québécois. 

Il fait ses débuts à la radio à CFIN 100.5-103.9 (maintenant Passion FM) en 1994 en compagnie de son cousin Dany Bernier (Babu).  
De 1998 à 2001, il est producteur publicitaire à CJMF 93.3 à Québec.  
En 2001, il se dirige à CHOI 98.1.  Sous le surnom de « Brun », il est producteur, et anime quelques émissions et diverses chroniques.  
Il devient ensuite directeur de la production et directeur de la programmation de ROCK 100.9 où il anime le 6 à 6, toujours avec Babu.
Il quitte RNC Média en 2018 pour fonder Les Productions Scène Finale.
Parallèlement à la radio, il est chanteur du groupe rock québécois Les Bumper Stickers, qui ont 2 albums studio à leur actif: Si j'avais eu un char (2006) et Pas mal plus mature (2010).
Il réalise également les vidéoclips des Bumper Stickers, de Bob Bissonnette, Pépé et sa Guitare et de Pascale Picard.
En 2019, il réalise son premier long métrage, le documentaire Bob Bissonnette: ROCKSTAR. Pis pas à peu près. qui est lancé devant 7000 spectateurs le 13 septembre 2019 lors du Festival de cinéma de la ville de Québec.
Il est le fils de l'homme politique québécois Claude Lachance.